# Earl Jones
Earl Amasa Jones (Oak Hill, 13 gennaio 1961) è un ex cestista statunitense, professionista nella NBA, in Italia, Francia e Spagna.

## Carriera
È stato selezionato dai Los Angeles Lakers al primo giro del Draft NBA 1984 (23ª scelta assoluta).
Con gli Stati Uniti ha disputato i Campionati mondiali del 1982.

## Palmarès

### Squadra
- Liga catalana: 1

Joventut Badalona: 1988

### Individuale
- McDonald's All-American Game (1980)